# Luftkrigsskolan

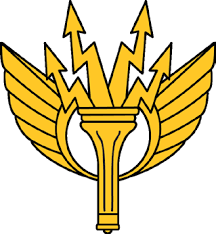
Luftkrigsskolans vapen åren 2005–2015.

Luftkrigsskolan eller Ilmasotakoulu är en försvarsgrensskola på högskolenivå inom flygvapnet som verkat sedan 2005. Förbandsledningen är förlagd vid Jyväskylä flygplats i Tikkakoski.

## Historik
Tidigare gavs den inledande pilotutbildningen av Luftkrigsskolan i Kauhava, men 2005 delades utbildningen och en ny skola bildades i Tikkakoski som övertog namnet Luftkrigsskolan och skolan i Kauhava erhöll i stället namnet Flygkrigsskolan.

## Verksamhet
Luftkrigsskolan är flygvapnets försvarsgrensskola och en militär läroinrättning på högskolenivå. Luftkrigsskolan står för grundläggande pilotutbildning för beväringar inom det finländska flygvapnet. Piloterna flyger under sin utbildning  Vinka och efter avslutad grundutbildning överförs piloterna till Flygkrigsskolan i Kauhava, där de påbörjar flygutbildning med jetflygplanet Hawk. Vidare utbildas personal, reservister och beväringar för uppgifter inom flygvapnet och luftförsvaret.

## Ingående enheter
Utbildningsbataljonen vid Luftkrigsskolan består av en stab samt fyra grundenheter, vilka är Signalteknikkompaniet, Flygteknikkompaniet, Flygvapnets underofficersskola och Flygvapnets reservofficersskola.

## Förbandschefer
Förbandschefen tituleras skolchef och har tjänstegraden överste.

- 2005–2006: Överste Juha Suonperä
- 2006–2008: Överste Kari Salmi
- 2009–2011: Överste Harri Leppälaakso
- 2012–2012: Överste Pertti Kelloniemi
- 2012–2014: Överste Petri Tolla
- 2014–2015: Överste Pasi Hakala
- 2016–2017: Överste Kimmo Hyvärinen
- 2017–2019: Överste Mikko Punnala
- 2019–2022: Överste Henrik Elo
- 2022–20xx: Överste Vesa Mäntylä

## Namn, beteckning och förläggningsort
| Luftkrigsskolan | 2005-01-01 | – |  |

| ILMASK | 2005-01-01 | – |  |

| Sveaborg (F) | 2005-01-01 | – |  |